# صوفيا إنغستروم
صوفيا إنغستروم (بالسويدية: Sofia Engström)‏ (و. 1988 – م) هي لاعبة هوكي الجليد، من السويد، شاركت في ألعاب أولمبية شتوية 2014.

## روابط خارجية
- صوفيا إنغستروم على موقع EliteProspects.com (الإنجليزية)
- صوفيا إنغستروم على موقع Eurohockey.com (الإنجليزية)
- صوفيا إنغستروم على موقع اللجنة الأولمبية الدولية (الإنجليزية)
- صوفيا إنغستروم على موقع أوليمبيديا (الإنجليزية)
- صوفيا إنغستروم على موقع اللجنة الأولمبية السويدية (السويدية)